# Barbadillo (ort)
Barbadillo är en ort i Spanien. Den ligger i provinsen Provincia de Salamanca och regionen Kastilien och Leon, i den centrala delen av landet, 190 km väster om huvudstaden Madrid. Barbadillo ligger 234 meter över havet och antalet invånare är 497.
Terrängen runt Barbadillo är huvudsakligen platt. Barbadillo ligger nere i en dal. Runt Barbadillo är det glesbefolkat, med 8 invånare per kvadratkilometer. Närmaste större samhälle är Salamanca, 18,6 km öster om Barbadillo. Trakten runt Barbadillo består till största delen av jordbruksmark.